# Snežak
Snežak ali snežni mož je snežna figura človeka, narejena iz stepenega snega. V zahodnem svetu je močno povezana z božičem. Gradnja snežaka je priljubljena otroška zimska aktivnost.
Snežaka zgradimo tako, da najprej zvalimo veliko snežno kepo za telo. Na to kepo nato položimo še eno manjšo kepo, ki služi za glavo. Obrazne lastnosti, kot so oči in usta, pogosto dodamo s pomočjo oglja ali kamenčkov. Za nos se velikokrat uporabi kos sadja ali zelenjave, kot je na primer korenje. Palice navadno služijo kot roke. Snežaki so pogosto predstavljeni s pipo in klobukom.
V Litvi pravijo snežaku »mož brez možganov«. Kot znak protesta proti svoji vladi so Litovci pozimi leta 2005 naredili v bližini parlamenta 141 snežakov – za vsakega člana parlamenta enega.